# Coq à la bière
 (avril 2021).
Si vous disposez d'ouvrages ou d'articles de référence ou si vous connaissez des sites web de qualité traitant du thème abordé ici, merci de compléter l'article en donnant les références utiles à sa vérifiabilité et en les liant à la section « Notes et références ».
Le coq à la bière est un plat flamand, spécialement apprécié, en France, dans les départements du Nord et du Pas-de-Calais.

## Principe
On découpe un jeune coq en gros morceaux et on coupe le lard en dés après l'avoir découenné. Dans une cocotte, on chauffe brièvement le lard avec du beurre. On retire le lard pour mettre les morceaux de coq, que l'on sale, poivre et saupoudre de farine. Puis on verse la bière, on ajoute un bouquet garni et on fait bouillir le tout. Après quelques minutes d'ébullition, on couvre et on laisse mijoter à feu doux plus d'une heure.
Traditionnellement, on sert le coq à la bière accompagné de frites.